# Santiago Rompani
Santiago Isaac Rompani Leggire (Salto, 3 de junio de 1910 - 23 de marzo de 1999) fue un abogado y político uruguayo perteneciente al Partido Colorado.

## Biografía
Egresado de la Universidad de la República con el título de abogado. Además de ejercer la profesión, fue docente en el Instituto Alfredo Vásquez Acevedo, en donde fue colega docente de Eduardo Jiménez de Aréchaga, Eduardo Vaz Ferreira, Enrique Véscovi y Héctor Luisi.
Durante la primera presidencia de Luis Batlle Berres fue ministro de Industrias y Trabajo. Posteriormente, durante el primer gobierno colegiado fue ministro de Relaciones Exteriores.
En febrero de 1967 accedió a un escaño en la Cámara de Diputados representando al departamento de Florida.
En la década de 1990 fue ministro de la Corte Electoral.
Rompani fue además periodista, colaborando en Tribuna Salteña, Acción y El Día. También participó en programas periodísticos en Radio Oriental y El Espectador.
Fue uno de los fundadores de la Organización del Fútbol del Interior.
En el año 2003, al cumplirse 4 años de su fallecimiento, se designó con su nombre al Liceo nº 27 de Montevideo.

## Familia
Estuvo casado con Ventura Blanca Delmond, con quien tuvo seis hijos.
Su hija Graciela Rompani fue la última esposa del expresidente Jorge Pacheco Areco.

## Obras
- Luis Batlle: pensamiento y acción. Montevideo: Alfa. 1965.